# Églises catholiques orientales

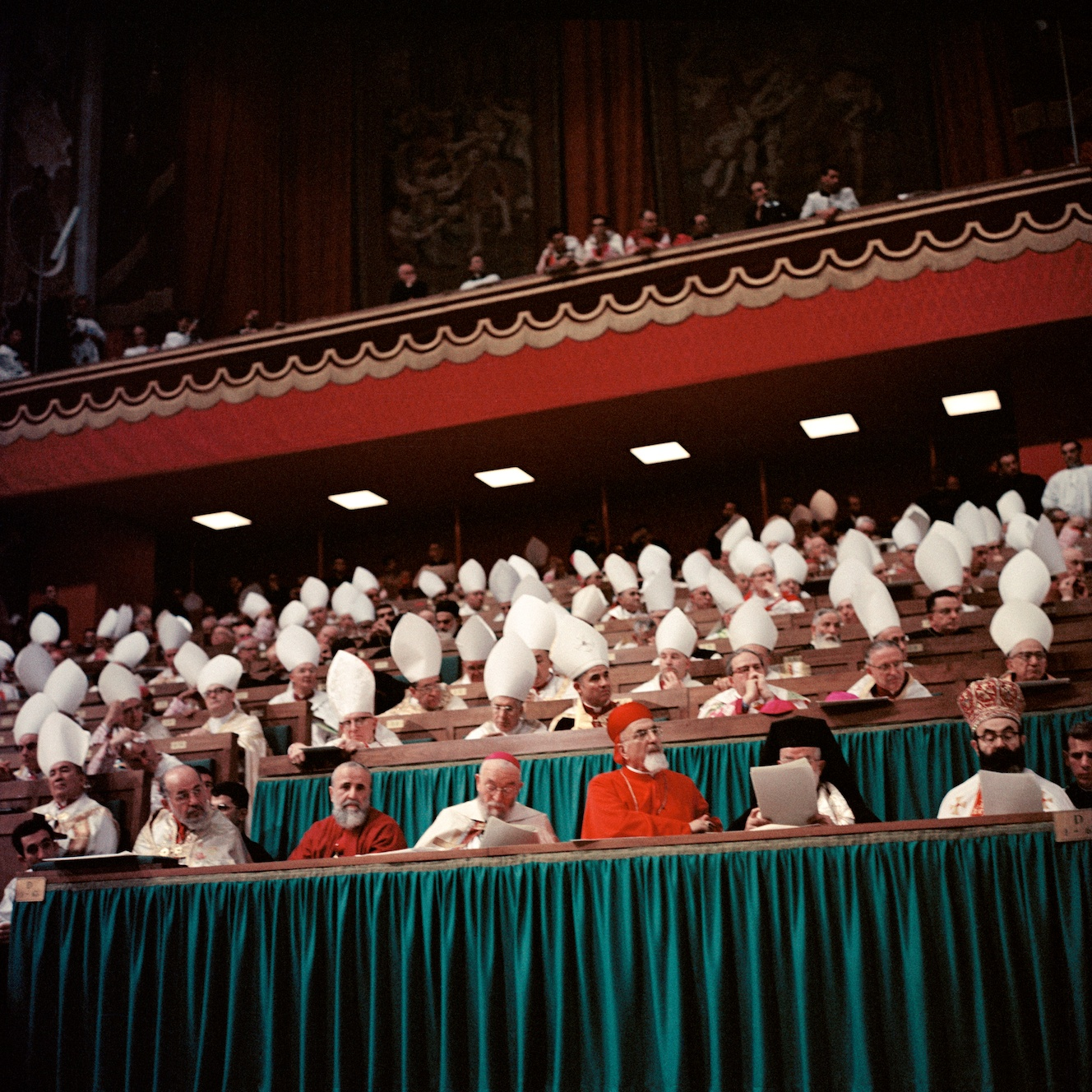
Les évêques catholiques orientaux lors du concile Vatican II.

Les Églises catholiques orientales (ou parfois Églises uniates) sont la composante de rite oriental de l'Église catholique. Elles se caractérisent par le fait d'être en pleine communion avec l'évêque de Rome (le pape), dont elles reconnaissent la primauté, et d'utiliser les rites liturgiques orientaux (copte, syriaque occidental, maronite, syriaque oriental, byzantin, arménien, guèze). Elles sont définies dans la terminologie catholique comme des Églises autonomes ou « Églises de droit propre », au sens juridique sui iuris, et sont pleinement l'Église catholique, au même titre que l'Église latine de rite latin.
Selon les chiffres de l'Annuaire pontifical, elles comptent 18 millions de fidèles en tout, soit 1,5 % des catholiques, qui sont plus de 1,3 milliard.
Parfois appelées « uniates », ce terme étant controversé, les Églises catholiques orientales sont diverses par leurs origines et par leurs dates de ralliement à Rome. L'Église maronite, qui remonte à l'époque patristique, a, comme les Églises copte, arménienne ou indienne, vécu longtemps de façon autonome pour des raisons principalement géographiques. Les relations entre l'Église maronite et les latins se sont intensifiées à partir du XIIe siècle. Comme il n'y a jamais eu de situation de rupture avant l'établissement et le renforcement de ces liens, l'Église maronite peut faire valoir qu'elle a « toujours été catholique ». La plupart des autres Églises catholiques orientales ont rejoint l'Église catholique entre le XVIIe et le XXe siècle, parfois par détachement de la communion dans laquelle elles se trouvaient, et même par la fondation de patriarcats ou d'Églises catholiques avec une partie du clergé et des fidèles des Églises locales. Cette méthode qualifiée d'« uniatisme », fut pratiquée dans un contexte global d'activité missionnaire et d'influence diplomatique de l'Église catholique. La distinction entre ces Églises catholiques maintenant unies à Rome et les Églises orthodoxes locales reste ténue : liturgie, discipline sont presque identiques et seul le rattachement juridique à Rome et à son patriarche (le pape catholique) fait parfois la différence. Les Églises catholiques orientales conservent leurs rites orientaux et leurs traditions ecclésiales propres (par exemple, l'ordination sacerdotale d'hommes mariés), mais sont dans l'Église catholique dont elles acceptent la théologie (purgatoire ; filioque ; dogmes proclamés depuis le XIXe siècle) et où elles sont nommées « Églises orientales catholiques ». Aujourd'hui, avec la diaspora de leurs pays d'origine, elles sont également implantées en Europe occidentale, en Amérique et en Océanie.
Pour les Églises qui ont déclaré l'unité avec Rome depuis le XIXe siècle, se placer dans la juridiction de l'Église de Rome avait l'avantage, pour les fidèles concernés, soit d'en faire des sujets à part entière dans les États catholiques tels que la Pologne ou l'empire d'Autriche où les orthodoxes étaient parfois considérés comme des sujets de second ordre, soit de les placer sous une protection européenne dans les États musulmans déclinants tels l'Empire ottoman. C'est pourquoi les Églises grecques-catholiques font l'objet de débats et de critiques depuis leur origine de la part des Églises orthodoxes, qui les considèrent comme des dissidences, responsables de leur propre affaiblissement. Ces critiques portent sur leur identité, en particulier sur leur niveau d’autonomie, sur les conditions de leur formation et de développement, ainsi que sur la légitimité de leur allégeance, à une période où la politique officielle du Vatican est le dialogue œcuménique et le respect des Églises orientales, notamment après le concile Vatican II. L'uniatisme est aujourd'hui considéré, tant par des catholiques que par les orthodoxes, comme une méthode du passé. Tout de même, la dernière Église catholique orientale à être érigée est l'Église catholique érythréenne le 19 janvier 2015 par le détachement de l'Église catholique éthiopienne.

## Statut et terminologie

### Statut

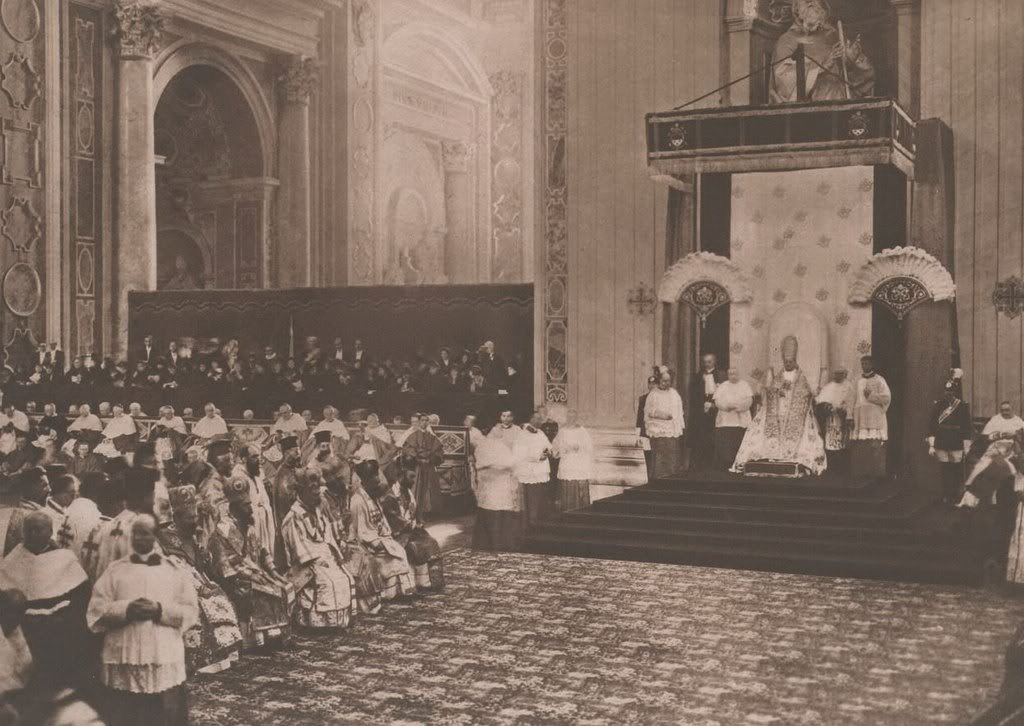
Le pape Pie XI et des évêques catholiques orientaux dans la basilique Saint-Pierre de Rome.

Au nombre de 23, mais de tailles extrêmement diverses, les Églises orientales catholiques sont reconnues comme membres à part entière de l'Église catholique romaine sous l'autorité du pape. À ce titre, plusieurs patriarches orientaux sont cardinaux, et, s'ils ont moins de 80 ans, ces patriarches orientaux prennent part à l'élection du « pontife romain » (désignation canonique du pape de Rome, cf. canon 331 du Code de 1983). En 2013, ces patriarches cardinaux sont Antonios Naguib, patriarche de l'Église catholique copte d'Alexandrie (patriarche émérite) ; Nasrallah Boutros Sfeir, cardinal-patriarche d'Antioche des maronites (patriarche émérite) ; Bechara Boutros El Raii, cardinal-patriarche d'Antioche des maronites.
Ces Églises orientales sont régies par le Code des canons des Églises orientales rédigé en latin et promulgué par le pape Jean-Paul II en 1990.
Elles jouissent d'une autonomie incontestable, qui varie cependant selon leurs statuts propres (en fonction de leur taille). Ainsi, les patriarches sont élus par le synode patriarcal et prennent possession de leur charge immédiatement, avant même que le pape soit informé ; la désignation des chefs des Églises archiépiscopales majeures est très proche. Les évêques sont nommés par les patriarcats, lors d'un synode de l'Église, mais un évêque ne peut pas prendre ses fonctions sans l'accord du Vatican.

### Autres désignations

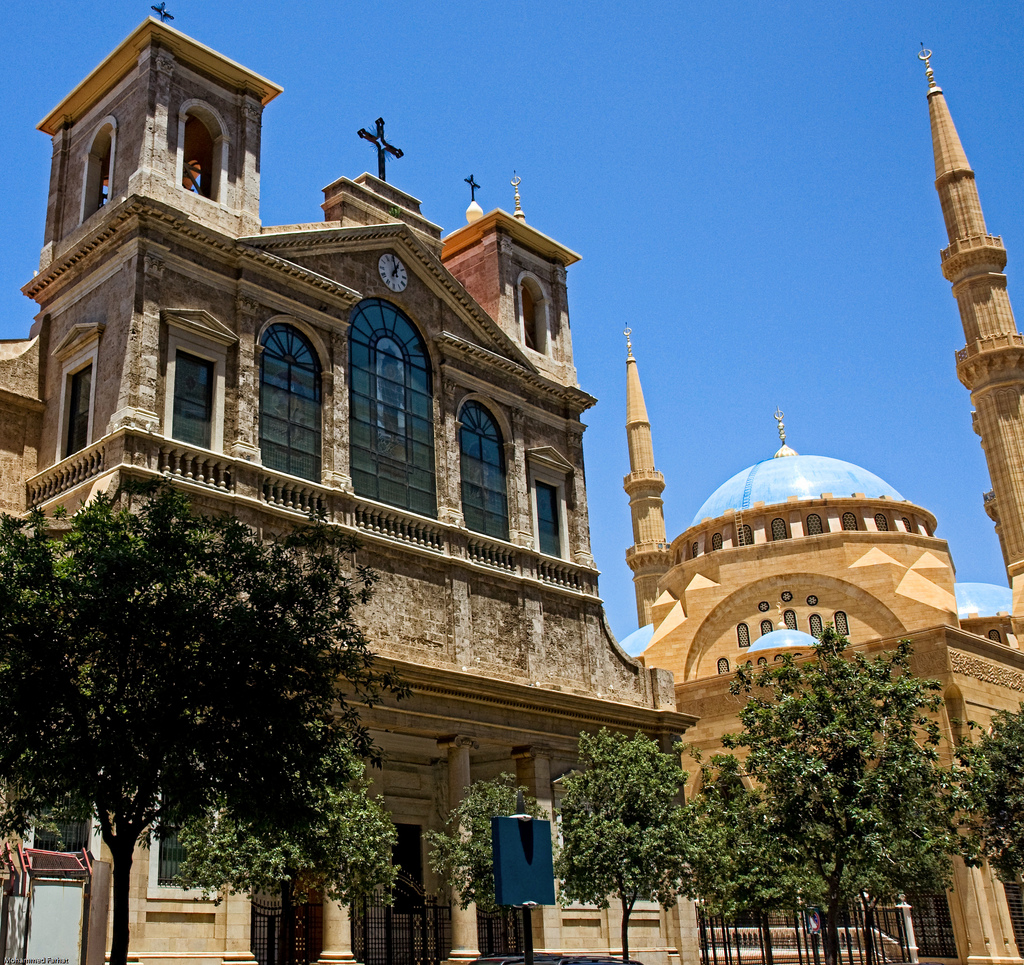
Cathédrale Saint-Georges des Maronites (Beyrouth).

Ces Églises sont également connues sous d'autres noms :
- Églises orientales catholiques (seul terme catholique officiel).
- Églises grecques-catholiques ou gréco-catholiques (pour les Églises catholiques de rite byzantin uniquement).
- Églises uniates : ce terme, péjoratif, souvent jugé conflictuel, n'est pas utilisé officiellement par l'Église catholique ; le concile Vatican II ne l'a pas employé.
- « Églises de rite propre » ou rituelles : expression abandonnée, car peu exacte : une quinzaine de ces Églises utilisent le même rite byzantin ; certaines ont une relative diversité de rites.

### Le terme «uniate»
Le mot « uniate » a longtemps servi à désigner les Églises catholiques orientales. Au sens strict, il sert à désigner les fractions de ces Églises orientales qui ont quité l'Église « mère » orthodoxe et sont entrées en communion avec l’Église catholique. Il est attesté pour la première fois au moment du synode de Brest-Litovsk de 1596, qui donne naissance à l’Église gréco-catholique ukrainienne.
Aujourd'hui surtout utilisé par les orthodoxes, il a le plus souvent une connotation péjorative. En rigueur de termes, « Églises unies » et « Églises catholiques orientales » ne sont pas synonymes : unis à Rome dans leur totalité au XIIIe siècle, les chrétiens maronites libanais appartiennent à la deuxième catégorie mais non pas à la première. Il en va de même pour l'Église grecque-catholique italo-albanaise.
Ces Églises ont souvent été latinisées. Gardant des apparences orientales (liturgie, paramentique, langue liturgique, discipline en matière de célibat ecclésiastique, musique), elles ont adopté la théologie et l’ecclésiologie catholiques. Elles se pensent souvent elles-mêmes comme étant un pont entre le catholicisme et l’orthodoxie, comme ont pu le montrer les interventions de Maximos IV, patriarche de l’Église grecque-catholique melkite de 1947 à 1967, lors du concile Vatican II.
L'uniatisme est considéré par les Églises orthodoxes comme incorrect sur le plan ecclésiologique et comme une forme de prosélytisme en contradiction avec la tradition canonique et le discours officiel de l'Église de Rome sur les relations interecclésiales et le dialogue œcuménique.
En 1993, à l'occasion de la VIIe rencontre du Dialogue entre l'Église catholique romaine et l'Église orthodoxe, a été signée la déclaration de Balamand, qui affirme que l'uniatisme ne saurait être un modèle actuel de l'unité.

## Histoire

### Contexte général
À la suite du Concile d'Éphèse de 431, qui condamna les thèses de Nestorius, l'Église de l'Orient, absente des débats, se sépara de l'Église impériale. Les Églises d'Arménie, de Syrie et d'Égypte, les Églises des trois conciles, prirent la même décision à la suite des positions christologiques du concile de Chalcédoine et de la déposition du patriarche d'Alexandrie en 451.

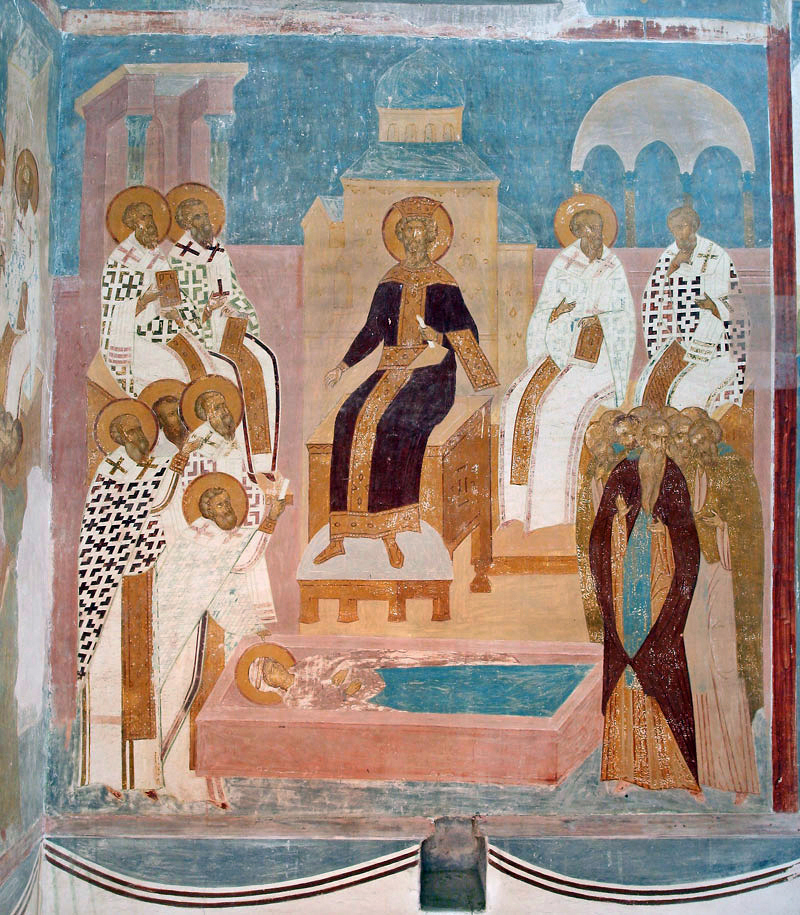
Le Concile de Chalcédoine,
fresque de Dionisius, 1502.

Lors du schisme de 1054, la séparation entre l'Église de Rome et l'Église de Byzance, fut symbolisée par les spectaculaires excommunications mutuelles du patriarche Michel Ier Cérulaire et du légat du pape Humbert de Moyenmoûtier. Cette séparation deviendra définitive dans les esprits en Orient après les Croisades et le sac de Constantinople par les Latins en 1204. Les tentatives de réunion lors du deuxième concile de Lyon en 1274, puis lors du concile de Ferrare-Florence en 1438-1442, n'aboutirent pas.
L'Église de Rome développa ensuite une ecclésiologie qui insistait sur l'autorité et la compétence directe du pape sur toutes les Églises locales. Par conséquent, les Églises qui n’étaient pas sous la juridiction papale pouvaient être sujettes de l'activité missionnaire dans le but de les mettre en communion avec Rome.
Cette activité missionnaire fut entreprise en direction de toutes les Églises orientales, souvent avec l'appui des puissances catholiques (en particulier de la France qui se fera reconnaître une sorte de protectorat religieux sur les chrétiens orientaux de l'Empire ottoman). Le résultat fut, d'une part, l'établissement de hiérarchies et le développement de communautés latines (patriarcat latin de Jérusalem, patriarcat latin d'Antioche, puis un peu plus tard, patriarcat latin de Constantinople), d'autre part, la constitution d'Églises orientales « unies » à Rome, par ralliement d'une partie du clergé et des fidèles des Églises « séparées ». Ainsi, au fil du temps, un « pendant catholique, uni à Rome » a été constitué à côté de chacune des Églises orientales.
Par l'encyclique « Demandatam coelitus humilitati nostrae » du 24 décembre 1743, le pape Benoît XIV interdit la latinisation des rites byzantins de l'Église grecque-catholique melkite.
Le pape Léon XIII par la lettre apostolique Orientalium dignitas du 30 novembre 1894, en reprenant les termes de l'encyclique de Benoît XIV, reconnaîtra et garantira, pour toutes les Églises catholiques orientales, le respect des rites propres.

### Éléments de chronologie
- 1595-1596 : Union de Brest.
- 1599 : Synode de Diamper.
- 1646 : Union d'Užhorod.
- 1698 : Synode d'Alba Iulia.
- 1743 : Lettre apostolique « Demandatam coelitus humilitati nostrae » interdisant la latinisation des rites byzantins de l'Église grecque-catholique melkite.
- 1894 : Lettre apostolique « Orientalium dignitas » sur le respect des rites orientaux.
- 1964 : Décret conciliaire « Orientalium Ecclesiarum ».
- 1990 : Promulgation du Code des canons des Églises orientales par le pape Jean-Paul II.
- 1993 : Déclaration de Balamand.

### Églises du Proche-Orient

Armoiries de l'Église catholique arménienne.

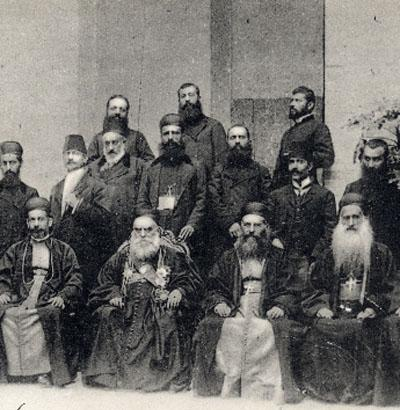
Patriarche et évêques maronites à Rome en 1906.

- 1182 : Union à Rome de l'Église maronite d'Antioche (patriarcat d'Antioche indépendant établi au VIIIe siècle) au moment des Croisades[10].
- 1553 : Établissement de l'Église catholique chaldéenne par scission de l'Église de l'Orient (définitivement établie seulement en 1830).
- 1662 : Établissement de l'Église catholique syriaque par scission de l'Église syriaque d'Antioche (définitivement établie seulement en 1783).
- 1724 : Établissement de l'Église catholique melkite par scission de l'Église melkite d'Antioche.
- 1740 : Établissement de l'Église catholique arménienne par scission du catholicossat arménien de Cilicie (après une union formelle au moment des Croisades).

### Églises d'Europe centrale et orientale
- 1595-1596, union de Brest : Décision de la Métropole de Kiev, de Halyč et de toute la Rus' (la Ruthénie) de rompre ses relations avec l'Église de Constantinople pour se placer sous la juridiction de Rome. La Ruthénie faisait alors partie de la république des Deux Nations (Pologne-Lituanie catholique). / Établissement de l'Église grecque-catholique ukrainienne. Une hiérarchie orthodoxe fut rapidement reconstituée.
- 1646, Union d'Užhorod : Décision de 63 prêtres orthodoxes de Ruthénie subcarpatique de se placer sous la juridiction de Rome. La Ruthénie subcarpatique faisait alors partie du royaume de Hongrie. / Établissement de l'Église grecque-catholique ruthène.
- 1698, Synode d'Alba Iulia : Union à Rome de la plus grande partie des Roumains orthodoxes de Transylvanie alors sous la domination directe des Habsbourg. / Établissement de l'Église grecque-catholique roumaine.
- 1946 : Rattachement forcé des Églises grecques-catholiques ukrainienne et ruthène à l'Église orthodoxe russe (en URSS). L'Église continue d'exister dans la diaspora (et clandestinement en Ukraine).
- 1948 : Rattachement forcé des fideles roumains greco-catholiques à l'Église Orthodoxe Roumaine (BOR, en Roumanie) et l'Église grecque-catholique roumaine a ete mise en dehors de la loi. L'Église Roumaine Unie continue d'exister dans la diaspora (et clandestinement en Roumanie).
- 1989 : Rétablissement des Églises grecques-catholiques ukrainienne et roumaine, mais les autorités de ces deux pays à majorité orthodoxe refusent de leur restituer les biens confisqués (monastères, églises, écoles et des différents établissements) et attribués aux Églises orthodoxes.

### Églises d'Inde
Le christianisme s'est implanté très tôt en Inde, particulièrement dans le Sud-Ouest de l'Inde (actuel État du Kerala). La tradition locale fait remonter l'origine de l'Église de Malabar à l'apôtre Thomas. Cette Église fut placée assez tôt sous la juridiction de l'Église de l'Orient, dont elle adopta le rite syriaque oriental et les usages, et qui lui envoyait ses évêques.

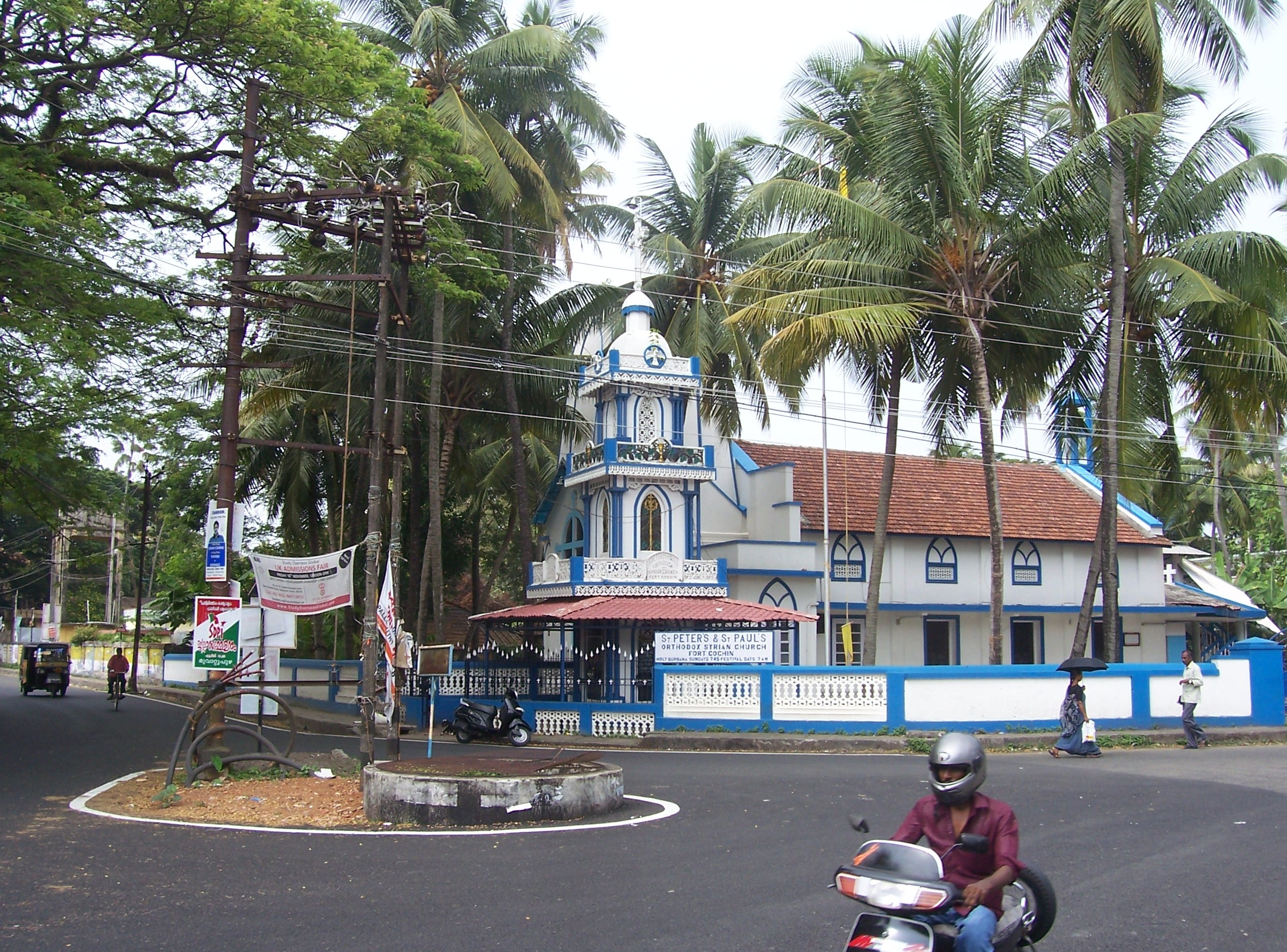
Église syriaque de Fort Cochin.

Les premiers contacts avec les Portugais au début du XVIe siècle se passèrent sans heurts. Cependant, en 1599, Aleixo de Meneses (pt), l'archevêque portugais de Goa (de rite latin), réunit un synode local à Diamper. Les Chrétiens de saint Thomas furent placés de force sous la juridiction de l'Église de Rome. Un jésuite, Francisco Roz, fut nommé évêque, qui latinisa fortement le rite. En réaction, une très grande partie des Chrétiens locaux suivirent le prêtre Thomas Palakomatta qui en 1653 se fit consacrer évêque et métropolite, se plaçant quelques années plus tard sous la juridiction de l'Église syriaque orthodoxe (de rite syriaque occidental).
L'Église catholique syro-malabare désigne la branche qui resta dans la juridiction romaine après le synode de Diamper. Il faudra attendre la fin de XIXe siècle pour voir la création de juridictions spécifiques et la nomination d'évêques d'origine et de rite locaux.
En 1930, l'archevêque Mar Ivanios de Bethany et son évêque suffragant Mar Théophile de Tiruvalla quittèrent l'Église syro-malankare orthodoxe (Église syriaque orthodoxe en Inde) pour se placer sous la juridiction de Rome. En 1932, Rome créa une métropole syro-malankare, consacrant l'existence d'une seconde Église catholique orientale en Inde, l'Église catholique syro-malankare (de rite syriaque occidental).

### Églises d'Afrique du Nord-Est
- 1895 Établissement du patriarcat catholique copte à l'initiative du pape Léon XIII.
- 1961 Statut d'Église métropolitaine pour l'Église catholique éthiopienne, premiers contacts au XVIIe siècle.
- 2015 Statut d'Église métropolitaine pour l'Église catholique érythréenne, par détachement de l’Église catholique éthiopienne.

## Les Églises catholiques orientales

Pays qui ont le siège d'églises particulières catholiques orientales (rouge : rite byzantin, vert : rite alexandrin, jaune : autres)

Au nombre de 23, fixé par le Code des canons des Églises orientales, elles se répartissent en quatre groupes :

### Les Églises patriarcales

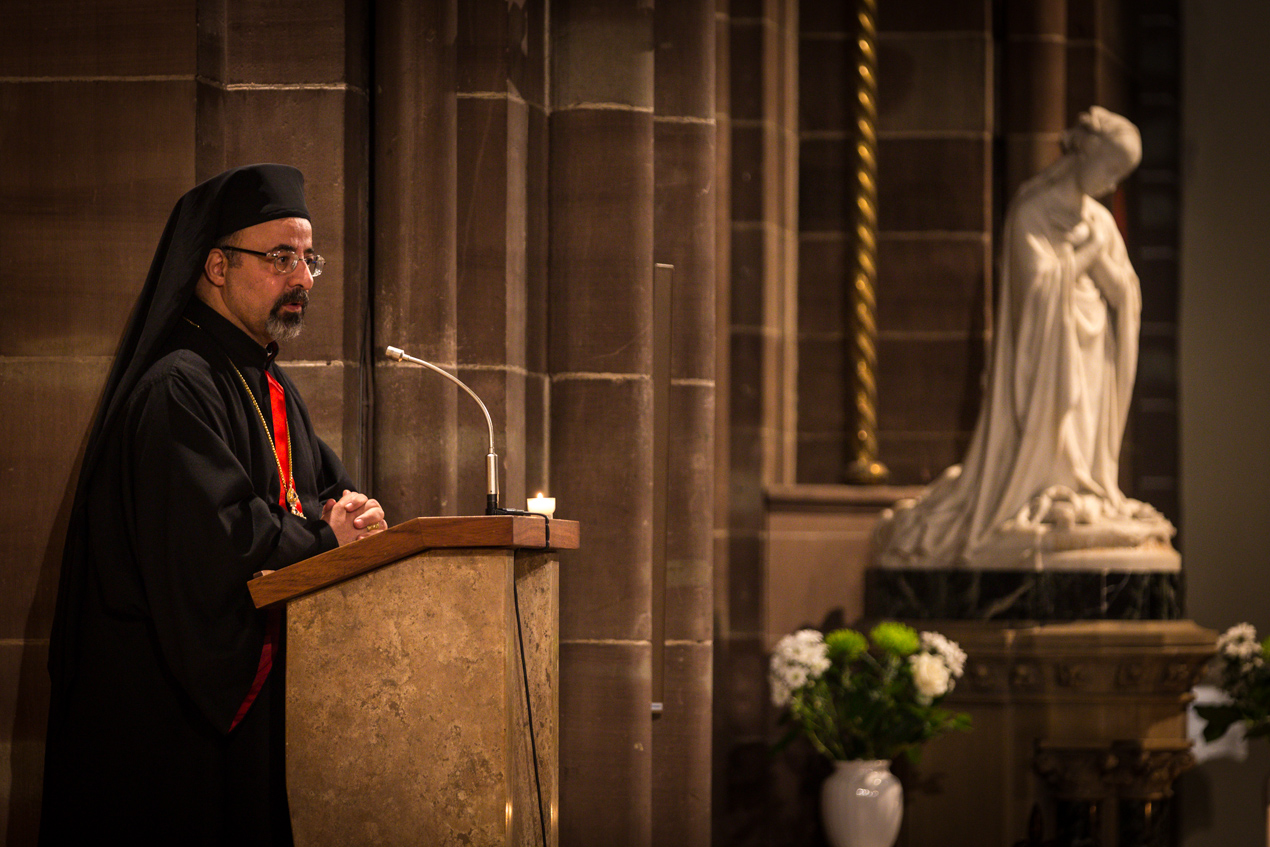
Ibrahim Isaac Sidrak, patriarche d'Alexandrie, primat de l'Église catholique copte, témoigne à Strasbourg en 2014.

Les Églises patriarcales ont le droit de choisir leur propre patriarche. Il est élu par le synode des évêques de l’Église et il est immédiatement proclamé et intronisé. Il demande ensuite la communion ecclésiastique avec le pape.
Elles sont au nombre de six :
- l'Église maronite, qui siège au Liban, de rite maronite ;
- l'Église catholique copte, qui siège en Égypte, de rite copte ;
- l'Église catholique arménienne, qui siège au Liban, de rite arménien ;
- l'Église catholique syriaque, qui siège au Liban, de rite syriaque occidental ;
- l'Église grecque-catholique melchite, qui siège en Syrie, de rite byzantin ;
- l'Église catholique chaldéenne, qui siège en Irak, de rite syriaque oriental.

### Les Églises archiépiscopales majeures
L'archevêque majeur est élu de la même manière qu'un patriarche. Cependant, son élection doit être confirmée par le pape pour qu'il puisse être intronisé.
Elles sont au nombre de quatre :
- l'Église grecque-catholique ukrainienne, de rite byzantin ;
- l'Église catholique syro-malabare, de rite syriaque oriental ;
- l'Église catholique syro-malankare, de rite syriaque occidental ;
- l'Église grecque-catholique roumaine, de rite byzantin.

### Les Églises métropolitaines

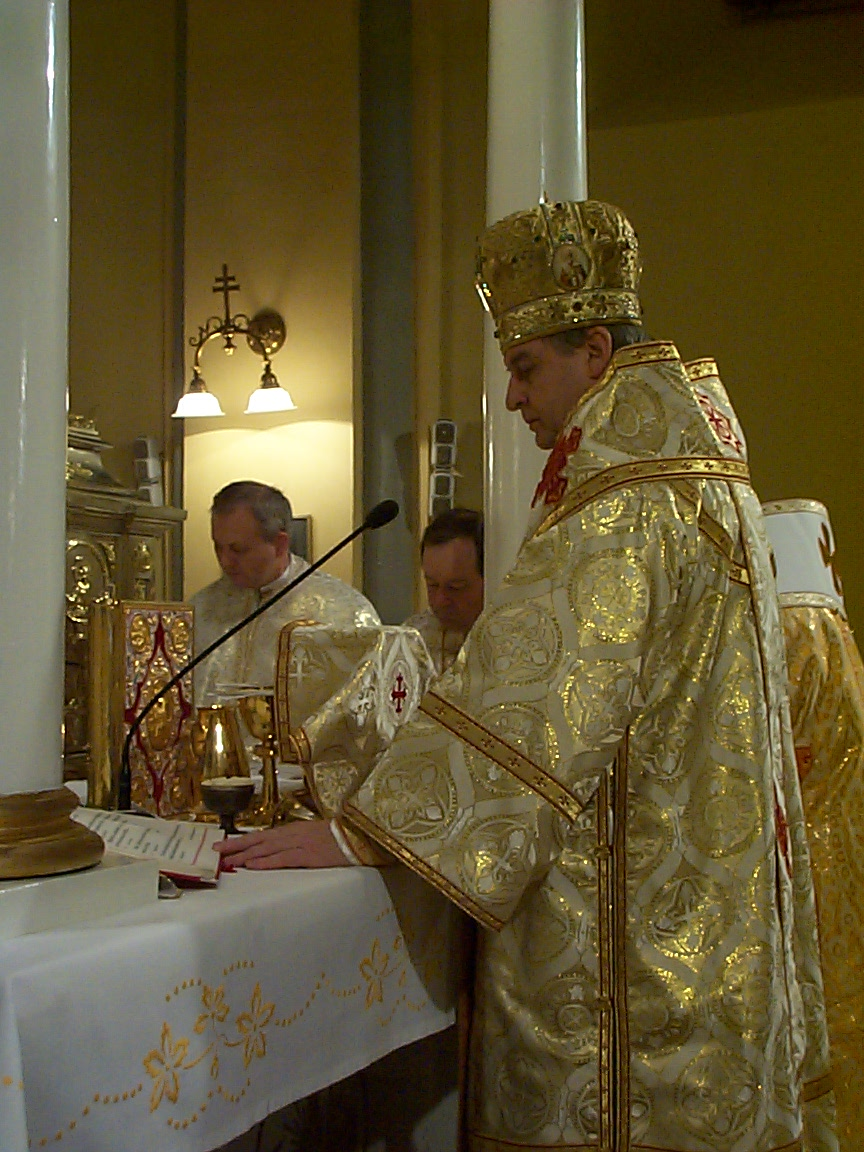
Ján Babjak, primat de l'Église grecque-catholique slovaque, célébrant à Prešov, revêtu de la tunique sakkos.

Leurs dirigeants portent le titre d’archéparque ou de métropolite (synonymes d’archevêque pour les chrétiens de rite oriental) ; ils sont nommés par le pape à partir d'une liste d'au moins trois candidats soumise par le conseil des hiérarques.
Elles sont au nombre de six :
- l'Église catholique byzantine, de rite byzantin ;
- l'Église catholique éthiopienne, de rite guèze ;
- l'Église catholique érythréenne, de rite guèze ;
- l'Église grecque-catholique slovaque, de rite byzantin ;
- l'Église grecque-catholique hongroise, de rite byzantin ;
- l’Église grecque-catholique ruthène, de rite byzantin.

### Les autres Églises
L'ordinaire peut être un prélat local (évêque, éparque) si l’Église est suffisamment nombreuse, ou un envoyé du Saint-Siège (administrateur apostolique ou exarque apostolique) si ce n’est pas le cas. Dans les deux situations, l’ordinaire est désigné par le pape.

#### Éparchie ou évêché
On compte cinq Églises de ce type :
- l'Église grecque-catholique bulgare, de rite byzantin ;
- l'Église grecque-catholique croate et serbe, de rite byzantin ;
- l'Église grecque-catholique macédonienne, de rite byzantin ;
- l'Église grecque-catholique italo-albanaise, de rite byzantin ;
- l'Église grecque-catholique russe, de rite byzantin.

#### Exarchat ou administration apostolique
On compte trois Églises de ce type :
- l'Église grecque-catholique biélorusse, de rite byzantin ;
- l'Église grecque-catholique albanaise, de rite byzantin ;
- l'Église catholique byzantine grecque, de rite byzantin.

### Les autres Églises et communautés
L’ordinariat pour les catholiques orientaux, est une juridiction donnée à un évêque latin par laquelle ce dernier doit gérer l’ensemble des cultes catholiques orientaux dans son pays. Cette fonction est généralement donnée à l’évêque de la capitale du pays en question.
Ce système permet d’éviter la multiplication des Églises orientales, chacune de rite et de nationalité propre, au sein d’un seul pays, ce qui est le cas pour les diasporas orthodoxes en Europe occidentale et aux États-Unis (cf. phylétisme).

## Les rites orientaux
Les rites cités à l'article 28, § 2, du Code des canons des Églises orientales, sont issus, sauf exception, des traditions alexandrine, antiochienne, arménienne, chaldéenne et constantinopolitaine (ou byzantine).
|    | Nom                                       | Rite                     | Tradition     | Groupe                            |
| -- | ----------------------------------------- | ------------------------ | ------------- | --------------------------------- |
| 1  | Église maronite                           | Rite maronite            | Antiochienne  | Églises patriarcales              |
| 2  | Église catholique copte                   | Rite copte               | Alexandrine   | Églises patriarcales              |
| 3  | Église catholique arménienne              | Rite arménien            | Rite arménien | Églises patriarcales              |
| 4  | Église catholique syriaque                | Rite syriaque occidental | Antiochienne  | Églises patriarcales              |
| 5  | Église grecque-catholique melchite        | Rite byzantin            | Rite byzantin | Églises patriarcales              |
| 6  | Église catholique chaldéenne              | Rite syriaque oriental   | Chaldéenne    | Églises patriarcales              |
| 7  | Église grecque-catholique ukrainienne     | Rite byzantin            | Rite byzantin | Églises archiépiscopales majeures |
| 8  | Église catholique syro-malabare           | Rite syriaque oriental   | Chaldéenne    | Églises archiépiscopales majeures |
| 9  | Église catholique syro-malankare          | Rite syriaque occidental | Antiochienne  | Églises archiépiscopales majeures |
| 10 | Église grecque-catholique roumaine        | Rite byzantin            | Rite byzantin | Églises archiépiscopales majeures |
| 11 | Église catholique byzantine               | Rite byzantin            | Rite byzantin | Églises métropolitaines           |
| 12 | Église catholique éthiopienne             | Rite guèze               | Alexandrine   | Églises métropolitaines           |
| 13 | Église catholique érythréenne             | Rite guèze               | Alexandrine   | Églises métropolitaines           |
| 14 | Église grecque-catholique slovaque        | Rite byzantin            | Rite byzantin | Églises métropolitaines           |
| 15 | Église grecque-catholique hongroise       | Rite byzantin            | Rite byzantin | Églises métropolitaines           |
| 16 | Église grecque-catholique bulgare         | Rite byzantin            | Rite byzantin | Églises épiscopales               |
| 17 | Église grecque-catholique croate et serbe | Rite byzantin            | Rite byzantin | Églises épiscopales               |
| 18 | Église grecque-catholique macédonienne    | Rite byzantin            | Rite byzantin | Églises épiscopales               |
| 19 | Église grecque-catholique russe           | Rite byzantin            | Rite byzantin | Églises épiscopales               |
| 20 | Église grecque-catholique biélorusse      | Rite byzantin            | Rite byzantin | Églises épiscopales               |
| 21 | Église grecque-catholique albanaise       | Rite byzantin            | Rite byzantin | Églises épiscopales               |
| 22 | Église grecque-catholique italo-albanaise | Rite byzantin            | Rite byzantin | Églises épiscopales               |
| 23 | Église grecque-catholique hellène         | Rite byzantin            | Rite byzantin | Églises épiscopales               |

Autres Églises et communautés
Il existe d'autres communautés catholiques orientales, qui ne sont pas organisées sous la forme d'une église sui iuris, dont :
- La Communauté grecque-catholique géorgienne

## Administration et relations avec le Saint-Siège

### Congrégation pour les Églises orientales
La Congrégation pour les Églises orientales a été créée en 1862 comme partie de la Congrégation pour la propagation de la foi Propaganda Fide (qui supervisait les activités missionnaires de l’Église catholique). Elle devint autonome en 1917 pendant le pontificat de Benoît XV.
C'est par ce dicastère que passent les relations entre les Églises catholiques orientales et la Curie romaine au Saint-Siège.

### Institut pontifical oriental
L'Institut pontifical oriental de Rome a été créé le 15 octobre 1917 par Benoît XV par le motu proprio Orientis Catholici. Il forme par des cycles de cours de deux ans des élèves dans toutes les langues ecclésiastiques de l'Orient. Il est dirigé par les Jésuites depuis 1922.

### Collèges pontificaux
Plusieurs collèges pontificaux ont été créés à Rome pour assurer la formation du clergé des différentes Églises catholiques orientales :
- Collège pontifical grec de Rome (1577) ;
- Collège maronite (1584) ;
- Collège copte (1602) ;
- Collège pontifical arménien (it) (Collège léonien)[12] (1883) ;
- Collège Josaphat, ruthéno-ukrainien (1897) ;
- Collège pontifical éthiopien en 1919 à titre expérimental et en 1930 élévation au rang de collège pontifical ;
- Collège Russicum, russe (1929) ;
- Collège pontifical roumain (en) (1937) ;
- Collège malabar en 1958 à titre expérimental.

## Textes officiels de l'Église catholique
Le décret conciliaire Orientalium Ecclesiarum de 1964 indique dans ses premières phrases :

« L’Église catholique tient en grande estime les institutions, les rites liturgiques, les traditions ecclésiales et la discipline de vie chrétienne des Églises orientales. En effet, à cause de l’ancienneté vénérable dont ces Églises s’honorent, resplendit en elles la tradition qui vient des Apôtres par les Pères et qui fait partie du patrimoine indivis de toute l’Église et révélé par Dieu. Dans sa sollicitude pour les Églises orientales, qui sont des témoins vivants de cette tradition, le Concile œcuménique désire qu’elles soient florissantes et accomplissent avec une vigueur apostolique renouvelée la mission qui leur incombe. »

Il ressort de ces textes que les Églises orientales catholiques sont considérées avec respect, comme une richesse, et dans une perspective d'égalité. On note aussi l'importance attribuée au « pontife romain », c'est-à-dire le pape, évêque de Rome. Les membres de ces Églises orientales sont donc eux aussi, et à part entière, des « catholiques romains », cette expression étant un pléonasme aux yeux des catholiques.
Le Code des canons des Églises orientales, ou CCEO, est promulgué par le pape Jean-Paul II en 1990.

## Relations avec l'Église latine
- L'Église catholique chaldéenne a revendiqué jusqu'à la fin du XIXe siècle la juridiction sur l'Inde (patriarche Joseph Audo).
- L'Église catholique melkite a demandé la suppression du patriarcat latin de Jérusalem restauré en 1847 (avec des Italiens à sa tête jusqu'en 1987).
- Il existe dans plusieurs Églises des revendications pour des changements de statuts (patriarcal pour les Ukrainiens[13], catholicossal pour les Syro-Malankares (obtenu en 2005).
- Il existe dans plusieurs Églises des revendications sur leur développement en dehors de leur territoire propre traditionnel (volonté d'une pleine juridiction, Église syro-malabare, Église melkite).
- Il existe dans plusieurs Églises des revendications pour le respect ou la restauration de leurs traditions (contre la latinisation).
- Plusieurs communautés d'origine catholique orientale ont rompu avec Rome pour conserver ou restaurer leurs traditions (Ruthènes et Ukrainiens en Amérique - en opposition à l'Église catholique latine - : Établissement de l'Église orthodoxe carpato-ruthène américaine, de l'Église orthodoxe ukrainienne des États-Unis, de l'Église orthodoxe ukrainienne du Canada avec des Orthodoxes originaires des mêmes régions ; Chrétiens de saint Thomas en Inde : Établissement de l'Église syriaque orthodoxe en Inde et de l'Église malabare orthodoxe).
- Dans les Églises catholiques orientales (église copte catholique notamment), il est courant d'ordonner prêtres des hommes mariés (le mariage des prêtres n'étant pas possible). Les évêques quant à eux sont choisis parmi les moines et ne sont jamais mariés.

## Relations avec les autres Églises orientales

### Relations avec l'Église assyrienne apostolique de l'Orient
- Décret synodal conjoint pour la promotion de l'unité entre l'Église assyrienne de l'Orient et l'Église catholique chaldéenne (15 août 1997)[14] ;
- Orientations pour l'admission à l'Eucharistie entre l'Église chaldéenne et l'Église assyrienne d'Orient] (20 juillet 2001)[15] ;
- En 1994, tentative d'admission de l'Église assyrienne apostolique de l'Orient au Conseil des Églises du Moyen-Orient dans le groupe des Églises catholiques (échec à cause de l'hostilité de l'Église copte orthodoxe).

### Relations entre les Églises de tradition syriaque
Depuis 1994, les Églises de tradition syriaque participent à une série de discussions œcuméniques, à l'initiative de la Fondation Pro Oriente. Ces discussions rassemblent des représentants d'Églises de tradition syriaque occidentale (Église syriaque orthodoxe, Église catholique syriaque, Église malankare orthodoxe, Église catholique syro-malankare, Église maronite) et de tradition syriaque orientale (Église apostolique assyrienne de l'Orient, Ancienne Église de l'Orient, Église catholique chaldéenne, Église catholique syro-malabare).

### Relations avec les Églises orthodoxes orientales

#### Accord avec l’Église syro-malankare orthodoxe sur les mariages inter-religieux
En novembre 1993, la Commission mixte de l'Église catholique et de l’Église syro-malankare orthodoxe a signé un accord sur les mariages inter-religieux, connu sous le nom d'« Accord Kerala ».

#### Dialogue avec l'Église malankare orthodoxe
La Commission mixte de l'Église catholique et l'Église malankare orthodoxe syrienne qui se réunit chaque année depuis 1989, a publié :
- Le 3 juin 1990 : l'accord doctrinal sur la christologie[19] ;
- En décembre 1990 : deux rapports intermédiaires. Un sur le mariage[20] et un sur la communion eucharistique[21] ;
- Le 29 octobre 1999 : une déclaration commune sur le synode de Diamper (1599)[22].

### Relations avec les Églises orthodoxes
- Relations contemporaines conflictuelles en Europe orientale (Ukraine, Roumanie) : liquidation des Églises catholiques orientales à la suite de l'installation de pouvoirs communistes, restauration des Églises après la chute de ces régimes, conflit sur la rétrocession des biens confisqués (églises, monastères, écoles)…
- Au Moyen-Orient, Conseil des Églises du Moyen-Orient.
- Appel par le patriarche catholique melkite à la tenue d'un concile antiochien entre les cinq Églises se réclamant d'Antioche[23].